# Adrián Diéguez
Adrián Diéguez Grande (ur. 4 lutego 1996 w Madrycie) – hiszpański piłkarz występujący na pozycji środkowego obrońcy w Radomiaku Radom.

## Osiągnięcia
Jagiellonia Białystok
- Mistrzostwo Polski: 
  -  2023/24 [2]

- Superpuchar Polski
  -  2024[3]

## Kariera klubowa
Diéguez rozpoczął swoją profesjonalną karierę w AD Alcorcón, gdzie zadebiutował w pierwszym zespole. W 2017 roku przeszedł do Deportivo Alavés, gdzie spędził dwa sezony, zdobywając doświadczenie w La Liga. W styczniu 2019 roku został wypożyczony do SD Huesca, gdzie kontynuował grę na poziomie najwyższej klasy rozgrywkowej w Hiszpanii. W latach 2019–2023 reprezentował barwy CF Fuenlabrada, stając się kluczowym zawodnikiem zespołu.
21 czerwca 2023 roku podpisał dwuletni kontrakt z Jagiellonią Białystok, z opcją przedłużenia. Zadebiutował 22 lipca 2023 roku w meczu przeciwko Raków Częstochowa. Pierwszą bramkę dla Jagiellonii zdobył 22 sierpnia 2024 roku w meczu przeciwko Ajaxowi Amsterdam w kwalifikacjach Ligi Europy UEFA. 12 listopada 2024 roku przedłużył kontrakt z Jagiellonią do 2026 roku. W styczniu 2025 roku doznał kontuzji więzadeł pobocznych podczas obozu treningowego w Turcji.  

## Statystyka
(aktualne na koniec sezonu 2024/2025)
| Klub                  | Sezon           | Liga               | Liga | Liga | Puchar kraju | Puchar kraju | Europa | Europa | Suma | Suma |
| Klub                  | Sezon           | Liga               | M.   | Br.  | M.           | Br.          | M.     | Br.    | M.   | Br.  |
| --------------------- | --------------- | ------------------ | ---- | ---- | ------------ | ------------ | ------ | ------ | ---- | ---- |
| AD Alcorcón B         | 2015-2017       | Tercera División   | 37   | 1    | —            | —            | —      | —      | 37   | 1    |
| AD Alcorcón           | 2016/17         | Segunda División   | 5    | 0    | 1            | 0            | —      | —      | 6    | 0    |
| CF Fuenlabrada (wyp.) | 2016/17         | Segunda División B | 16   | 0    | —            | —            | —      | —      | 16   | 0    |
| Deportivo Alavés B    | 2017/18         | Tercera División   | —    | —    | 1            | 0            | —      | —      | 1    | 0    |
| Deportivo Alavés      | 2017/18         | Primera División   | 6    | 0    | 5            | 0            | —      | —      | 11   | 0    |
| Deportivo Alavés      | 2018/19         | Primera División   | —    | —    | 2            | 0            | —      | —      | 2    | 0    |
| Deportivo Alavés      | Ogólnie         | Ogólnie            | 6    | 0    | 7            | 0            | —      | —      | 13   | 0    |
| SD Huesca (wyp.)      | 2018/19         | Primera División   | 9    | 0    | —            | —            | —      | —      | 9    | 0    |
| AD Alcorcón (wyp.)    | 2019/20         | Segunda División A | 32   | 1    | —            | —            | —      | —      | 32   | 1    |
| CF Fuenlabrada        | 2020/21         | Segunda División A | 34   | 2    | 2            | 1            | —      | —      | 36   | 3    |
| CF Fuenlabrada        | 2021/22         | Segunda División A | 35   | 0    | 3            | 0            | —      | —      | 38   | 0    |
| CF Fuenlabrada        | Ogólnie         | Ogólnie            | 69   | 2    | 5            | 1            | —      | —      | 74   | 3    |
| SD Ponferradina       | 2022/23         | Segunda División   | 30   | 0    | —            | —            | —      | —      | 30   | 0    |
| Jagiellonia Białystok | 2023/24         | Ekstraklasa        | 30   | 0    | 5            | 0            | —      | —      | 35   | 0    |
| Jagiellonia Białystok | 2024/25         | Ekstraklasa        | 16   | 0    | 2            | 0            | 10     | 1      | 28   | 1    |
| Jagiellonia Białystok | Ogólnie         | Ogólnie            | 46   | 0    | 7            | 0            | 10     | 1      | 63   | 1    |
| Ogólnie kariera       | Ogólnie kariera | Ogólnie kariera    | 250  | 4    | 21           | 1            | 10     | 1      | 281  | 6    |